# Dimetoato
El dimetoato es un insecticida y acaricida organofosforado ampliamente utilizado, perteneciente a los ésteres del ácido ditiofosfórico. Los insecticidas de este grupo actúan como venenos de contacto. Fue patentado e introducido en la década de 1950 por American Cyanamid. Al igual que otros ésteres de ácido fosfórico, el dimetoato es un inhibidor de la acetilcolinesterasa que desactiva la colinesterasa, una enzima esencial para el funcionamiento del sistema nervioso central. Actúa tanto por contacto como por ingestión. Se absorbe y distribuye fácilmente por todos los tejidos vegetales y se degrada con relativa rapidez. Uno de los productos de degradación del dimetoato es el ometoato, un potente inhibidor de la colinesterasa, que es diez veces más tóxico que su compuesto original.

## Usos
El dimetoato es un insecticida de uso general para combatir insectos como pulgones, ácaros, escarabajos, gorgojos y chicharritas. El dimetoato está formulado como concentrados emulsionables o polvos humectables para aplicarse principalmente como pulverizaciones foliares. La mayor parte de los aproximadamente 800.000 kg (1,8 millones de libras) de dimetoato que se utilizan anualmente en los EE. UU. corresponden a aplicaciones en cultivos de alfalfa, trigo, algodón y maíz. En 2005, se canceló el uso de dimetoato en los EE. UU. en manzanas, brócoli, repollo, berza, uvas, lechuga y espinaca debido a que se identificaron como contribuyentes significativos al riesgo dietético. El dimetoato también tiene aplicaciones como forma de control de moscas y ácaros en el ganado. A partir del año 2000, el dimetoato se canceló para su uso en aplicaciones residenciales y no agrícolas en los EE. UU.

## Ambiente
El dimetoato es relativamente no persistente, pero muy móvil en el medio ambiente debido a su alta solubilidad en agua y baja adsorción en el suelo.Se ha demostrado que la vida media del dimetoato en el suelo varía entre 2,5 y 31 días dependiendo del tipo de suelo y su contenido de humedad. La vida media del dimetoato es más corta en suelo húmedo debido a la acción de la degradación microbiana. La descomposición del dimetoato por hidrólisis en agua depende en gran medida de la temperatura y el pH, y su vida media varía entre 12 y 423 días.

## Efectos sobre la salud

### Vías de exposición
La exposición de la población general al dimetoato y a su producto de degradación, ometoato, puede ocurrir a través del consumo de alimentos o agua contaminados. Los trabajadores involucrados en la aplicación o fabricación de dimetoato generalmente están expuestos a través del contacto con la piel o por inhalación de aerosoles y polvo.

### Exposición aguda en humanos
En los mamíferos, el dimetoato tiene una DL50 de 150 mg/kg de peso corporal en ratones y 400 mg/kg de peso corporal en ratas. La exposición aguda a través de las vías oral, dérmica o de inhalación puede causar síntomas como diarrea, náuseas, sudoración, visión borrosa, dificultad para respirar y ritmo cardíaco lento. Las situaciones de recaída en las que el paciente parece haberse estabilizado antes de empeorar se han asociado con dosis de exposición más altas. Las enfermedades respiratorias, la exposición a inhibidores de la colinesterasa, la producción deficiente de colinesterasa o el mal funcionamiento del hígado pueden desempeñar un papel en la potenciación de la toxicidad.

### Exposición crónica en humanos
La exposición crónica al dimetoato puede provocar síntomas como desorientación, irritabilidad, deterioro de la memoria y la concentración, pesadillas y dificultades del habla. La exposición crónica también se ha asociado con náuseas, pérdida de apetito y malestar. En condiciones normales, las probabilidades de que se produzcan efectos teratogénicos, mutagénicos o cancerígenos por exposición crónica son bajas.

## Esfuerzos para controlar la mosca de la fruta
La mosca de la fruta de Queensland, o Bactrocera tryoni, es una especie de mosca tefrítida que ha causado más de 28,5 millones de dólares al año en daños a los cultivos frutales australianos. Para combatir la infestación, los agricultores trataron los cultivos con dimetoato y fentión. En 2011, la Autoridad Australiana de Pesticidas y Medicamentos Veterinarios (APVMA) prohibió el uso de productos que contienen dimetoato en plantas productoras de alimentos en huertos domésticos, así como en una variedad de frutas, bayas, cucurbitáceas y verduras. En septiembre de 2023, debido a las preocupaciones de que los niveles de dimetoato y ometoato excedían los límites máximos aceptables de residuos en aguacates y mangos, la APVMA emitió un aviso de suspensión de 12 meses sobre el uso de compuestos que contienen dimetoato como baño poscosecha para controlar las moscas de la fruta en ciertas frutas tropicales, incluidos los aguacates y los mangos.

## Nombres comerciales
El dimetoato se vende bajo varios nombres comerciales, incluidos Cygon, De-fend, Rogor, Rogodan, Rogodial, Roxion, Dimetate, Devigon, Dicap, Dimet y B-58.

## Incidentes de envenenamiento
A finales de octubre de 2020, un agricultor búlgaro, anterior ganador del premio mayor de la lotería nacional 'toto', bebió un vaso de la marca rusa B-58, a principios de noviembre de 2020 se encuentra hospitalizado en estado de coma, tiene antecedentes de problemas psiquiátricos, pero actualmente se desconoce si el incidente fue accidental o intencional.